# خافيير كاسيريس
خافيير كاسيريس (بالإسبانية: Javier Caceres)‏ هو لاعب كرة قدم بيروفي في مركز مهاجم ‏، ولد في 8 سبتمبر 1939 في كاياو في بيرو.

## وصلات خارجية
- خافيير كاسيريس على موقع عالم كرة القدم.نت (الإنجليزية)
- خافيير كاسيريس على موقع اللجنة الأولمبية الدولية (الإنجليزية)
- خافيير كاسيريس على موقع أوليمبيديا (الإنجليزية)